# Cassipourea calimensis
Cassipourea calimensis là một loài thực vật có hoa trong họ Rhizophoraceae. Loài này được Cuatrec. mô tả khoa học đầu tiên năm 1950.